# João, Grão-Duque de Luxemburgo
João (nome completo: João Bento Guilherme Roberto Antônio Luís Maria Adolfo Marcos d'Aviano; Luxemburgo, 5 de janeiro de 1921 — Luxemburgo, 23 de abril de 2019) foi o Grão-Duque de Luxemburgo de 1964 até sua abdicação em 2004. Filho da grã-duquesa Carlota de Luxemburgo e do príncipe Félix de Parma, entre seus padrinhos estava o papa Bento XV. É o pai do atual grão-duque, Henrique.

## Nascimento
João nasceu no Castelo de Berg, no centro de Luxemburgo. Realizou sua educação primária e parte de sua educação secundária no grão-ducado, mas a completou em Ampleforth College, um internato católico no Reino Unido. Ao atingir a maioridade, em 5 de janeiro de 1939, ele foi estilizado "Grão-Duque Herdeiro", sendo reconhecido como herdeiro aparente.

## Segunda Guerra Mundial
A 10 de maio de 1940, a Alemanha Nazista invadiu Luxemburgo, dando início a uma ocupação de quatro anos. Tendo sido avisada de uma invasão iminente, a família grã-ducal escapou na noite anterior. Primeiro, encontraram refúgio em Paris. João então foi para o Canadá, onde estudou Direito e Ciências Políticas na Universidade Laval, em Québec.
Juntou-se ao exército britânico como um voluntário no regimento Irish Guards, em novembro de 1942. Depois de receber treinamento em Aldershot, João foi comissionado como tenente em março de 1943, antes de ser promovido a capitão em 1944. Chegou à Normandia em 11 de junho daquele ano e tomou parte na Batalha por Caen e na liberação de Bruxelas. Em 10 de setembro, participou da liberação de Luxemburgo antes de seguir para Arnhemia e antes da invasão na Alemanha.
Depois da guerra, de 1984 até sua abdicação, ele serviu como coronel do regimento de Irish Guards, sendo frequentemente visto em cerimônias militares usando um uniforme, em companhia da rainha Isabel II do Reino Unido.
A 29 de Janeiro de 1985 foi agraciado com o Grande-Colar da Ordem do Infante D. Henrique de Portugal.

## Reinado
João tornou-se grão-duque quando sua mãe, a grã-duquesa Carlota, abdicou em 1964. O grão-duque João abdicou em 7 de outubro de 2004, em favor de seu filho Henrique.

## Casamento e filhos
No dia 9 de abril de 1953, João casou-se com a princesa Josefina Carlota da Bélgica (1927-2005), filha do rei Leopoldo III da Bélgica e de sua primeira esposa, a princesa Astrid da Suécia. Eles tiveram três filhos e duas filhas:
- Maria Astrid de Luxemburgo, nascida em 17 de fevereiro de 1954 (71 anos).
- Henrique, Grão-Duque de Luxemburgo, nascido em 16 de abril de 1955 (69 anos).
- João de Luxemburgo, nascido em 15 de maio de 1957 (67 anos).
- Margarida de Luxemburgo, nascida em 15 de maio de 1957 (67 anos).
- Guilherme de Luxemburgo, nascido em 1 de maio de 1963 (61 anos).

## Comemorações pelo 95.º aniversário
Em janeiro de 2016, a casa grão-ducal organizou uma celebração pelos 95 anos de João. Houve um concerto da Filarmônica de Luxemburgo e uma receção á autoridades nacionais e membros da realeza, entre os quais, a princesa Beatriz dos Países Baixos, a rainha Sofia da Espanha, o rei Filipe da Bélgica e a rainha Matilde da Bélgica.

## Títulos
Seu título completo era: "Pela Graça de Deus, Grão-Duque de Luxemburgo, Duque de Nassau, Conde Palatino do Reno, Conde de Sayn, Königstein, Katzenellenbogen e Diez, Burgrave de Hammerstein, Senhor de Mahlberg, Wiesbaden, Idstein, Merenberg, Limburg e Eppstein." Contudo, muitos desses títulos são detidos sem considerar suas estritas regras de herança sálica. Ele renunciou aos títulos da Casa de Bourbon-Parma em nome de si próprio e de sua família em 1986, quando seu primo, Carlos Hugo, Duque de Parma, considerou o casamento do filho mais velho de João inadequado. Este decreto foi revogado por outro decreto em 21 de setembro de 1995.

O Decreto Grão-Ducal de 21 de setembro de 1995 estabeleceu que o título de Príncipes e Princesas de Luxemburgo é reservado aos filhos do soberano e do herdeiro do trono. Também afirmava que os descendentes na linhagem masculina do soberano deveriam ser denominados como Suas Altezas Reais e intitulados Príncipes e Princesas de Nassau e que os descendentes de casamentos não aprovados deveriam ser denominados como Condes e Condessas de Nassau.